# Kagerō (1938)
Pour les autres navires du même nom, voir Kagerō (destroyer).
Le Kagerō (陽炎) était un destroyer, navire de tête de classe Kagerō en service de la Marine impériale japonaise pendant la Seconde Guerre mondiale.

## Historique
Sa quille est posée à l'Arsenal naval de Maizuru le 3 septembre 1937, il est lancé le 27 septembre 1938 et mis en service le 6 novembre 1939.
Après l'attaque de Pearl Harbor le Kagerō rejoint la 19e Division de destroyer de la 2e Flotte où il opère à Itouroup, dans les Îles Kouriles, comme navire d'escorte dans la formation Kidō Butai de Chūichi Nagumo. Le navire retourne à Kure le 24 décembre.
En janvier 1942, le Kagerō escorte le porte-avions Shōkaku et Zuikaku à Truk puis jusqu'à Rabaul pour couvrir les débarquements des troupes Japonaises à Rabaul et à Kavieng. Il revient avec le Shōkaku à Yokosuka le 3 février et patrouille sans succès tout le mois durant. Le 17 mars, il quitte Yokosuka avec le Shōkaku et le Zuikaku pour Sulawesi, dans les Indes orientales Néerlandaises.
Le Kagerō quitte l'île le 27 mars en escortant les porte-avions pour le raid sur Ceylan prévu le même jour. Après les bombardements japonais sur Colombo et Trinquemalay à Ceylan, le navire retourne à Kure pour des réparations le 23 avril. Le 3 juin, il est redéployé sur Saipan en escortant un convoi de troupes pour la bataille de Midway. Par la suite, il escorte les croiseurs Kumano et Suzuya jusqu'à Truk avant de retourner à Kure.
Le 5 juillet, il escorte le navire de transport Kikukawa Maru jusqu'à Kiska, dans les Îles Aléoutiennes. Le 8 août, il assiste au remorquage du destroyer endommagé Kasumi en transit vers le Japon.
À la mi-août, il escorte le croiseur Jintsū à Truk puis à Guadalcanal. Jusqu'à février 1943, il effectue de nombreuses patrouille entre Guadalcanal et les Îles Shortland, ainsi que de nombreux “Tokyo Express” dans les Îles Salomon. Au cours de cette période, il participe à la bataille des Salomon orientales, Santa Cruz, Guadalcanal et Tassafaronga.
À la mi-février 1943, le Kagerō retourne avec le porte-avions Jun'yō à Kure pour les réparations. À la mi-mars le Kagerō, le Junyō et le Hiyō retournent à Truk. Après avoir escorté un transport de troupes de Rabaul à Kolombangara, le Kagerō touche une mine le 7 mai. Quasi incapable de manœuvrer et sans défense, il est ensuite attaqué par des avions alliés et coulé au sud-ouest de Rendova à la position 8° 08′ S, 156° 55′ E. 18 membres d'équipage ont été tués et 36 ont été blessés. Le Kagerō est rayé des registres le 20 juin 1943.